# えんがる球場
えんがる球場（えんがるきゅうじょう）は、北海道紋別郡遠軽町にある野球場。
プロ野球イースタン・リーグの公式戦も不定期であるが行われている。

## 施設概要
- 両翼：98m 中堅122m
- 内野：クレー舗装 外野：天然芝
- 収容人員：7,500人
- 照明：6基